# 化石龍屬
化石龍屬（學名：Laosaurus）是鳥臀目的一屬恐龍。模式種是快速化石龍（L. celer），是由奧塞內爾·查利斯·馬什（Othniel Charles Marsh）在1878年敘述、命名，根據從美國懷俄明州莫里遜組發現的化石所描述的，地質年代為侏羅紀晚期的牛津階至提通階。因為化石是破碎骨頭，所以化石龍的有效性受到質疑。第二物種是纖細化石龍（L. gracilis），化石是從加拿大艾伯塔省的上白堊紀地層發現的。小化石龍（L. minimus）也是疑名。三個物種認為都是屬於基底鳥腳亞目的稜齒龍科。
化石龍先後共有五個種，其中兩種被建立為橡樹龍、奧斯尼爾洛龍（Othnielosaurus），其他三種都是疑名。

## 歷史及分類
在1878年，奧塞內爾·查利斯·馬什將一些脊椎骨（編號YPM 1874）命名為新屬，快速化石龍（L. celer）。正模標本包括9節部份尾椎及2節完整尾椎，是由塞繆爾·溫德爾·威利斯頓（Samuel Wendell Williston）發現於美國懷俄明州科摩崖的莫里遜組地層。馬什判斷這些標本是屬於像狐狸大小的動物。同年，他更命名了兩個另外的物種：
- 纖細化石龍（L. gracilis）：馬什根據1節背椎的椎體、1節尾椎的椎體、及部份尺骨來命名[1][2]。在1983年，彼得·加爾東（Peter Galton）發現應該包括13節背椎及8節尾椎，以及部份後肢[3]。
- 高化石龍（L. altus）：馬什根據一個骨盆、後肢及牙齒（編號YPM 1876）來命名[4]。

在1894年，馬什將高化石龍連同新近發現的化石，建立為橡樹龍，並將發現於科摩崖的部份骨骼（編號YPM 1882），建立為另一個物種，伴侶化石龍（L. consors）。在1895年，他更創立了化石龍科（Laosauridae），但最後被認為是稜齒龍科的異名。
在1909年，查爾斯·惠特尼·吉爾摩將一隻幼年個體的股骨（編號USNM 5808）。在1925年，吉爾摩爾將一個部份骨骼（編號CM 11340），根據牠們的大小，編入於纖細化石龍（L. gracilis）。但在1983年，彼得·加爾東將該股骨改歸類於奧斯尼爾龍（Othnielia），而該部份骨骼歸類於橡樹龍。
在1924年，吉爾摩爾將部份左後肢及部份脊骨（編號NMC 9438），命名了第五個物種，小化石龍（L. minimus）；化石發現於艾伯塔省老人組，地質年代屬於上白堊紀坎帕階末。在當時，化石所屬地層被認為是下白堊紀的布來摩耳組，因此吉爾摩爾將牠們歸類為晚侏羅紀的化石龍屬。在1949年，Loris Russell舉出新的地質資料，並質疑小化石龍的分類，並稱這組骨骼最類似下白堊紀英國維耳德的稜齒龍。
在1977年，加爾東將伴侶化石龍及纖細化石龍，合併、新建立為雷克斯奧斯尼爾龍（Othnielia rex）；並在1983年重新描述大部分的化石，並重新歸類牠們。在1980年代早期，加爾東是主張「傷齒龍是肉食性鳥腳亞目」假說的學者之一，根據沒有正式發表的文獻證據，這是他把小化石龍編入傷齒龍的結果。這造成後來幾年的奔山龍及傷齒龍的蛋混淆事件，最後證實是傷齒龍在奔山龍的蛋巢中，吃奔山龍的蛋。快速化石龍被加爾東歸類為疑名。
後來在1990年，小化石龍被認為可能是奔山龍的第二物種、或是標本之一，但是化石太少而不足以確定。而在2006年，加爾東提出雷克斯奧斯尼爾龍只是根據未經診斷的化石，將這些化石建立為新屬，伴侶奧斯尼爾洛龍（Othnielosaurus consors），並把原本的伴侶化石龍定為模式標本。

### 分類總結
- 快速化石龍（L. celer）：模式種，鳥腳亞目的基礎物種，疑名[14]。
- 高化石龍（L. altus）：被建立為高橡樹龍（Dryosaurus altus）[5]。
- 伴侶化石龍（L. consors）：伴侶奧斯尼爾洛龍（Othnielosaurus consors）[15]。
- 纖細化石龍（L. gracilis）：不明，有可能是鳥腳亞目基底物種，疑名[14]。
- 小化石龍（L. minimus）：鳥腳亞目的基礎物種，有可能就是奔山龍，疑名[13]。

## 古生物學
化石龍的不同物種只有很少資料可供研究，但作為基礎鳥腳亞目恐龍，牠有可能是小型、植食性及雙足的恐龍。

## 外部連結
- 侏儒龍、奧斯尼爾龍及化石龍的一些資料 （页面存档备份，存于）